# Аб Ајверкс
"Аб" Ајверкс (пуно име Ubbe Eert Iwerks; 1901–1971) био је амерички аниматор, цртач стрипа, дизајнер измишљених ликова, иноватор и стручњак специјалних ефеката, који је створио лик зеке Освалда (Oswald the Lucky Rabbit) и са Волтом Дизнијем лик Микија Мауса.
Ајб Ајверкс спада у великане анимације. Био је лични пријатељ Волта Дизнија, те је каријеру засновао у компанији Дизни. Његова дела које је објављивао паралелно са радом у Дизни студију, и касније у самосталном, донели су му многе награде, укључујући и неколико Оскара.

## Биографија

### Почеци каријере
Рођен је у Канзас Ситију, у породици немачких исељеника у Америку (отац му је емигрирао у САД 1869. године). Овде је упознао Дизнија, који се са 10 година ту доселио из родног Илиноја. Дизни је већ увелико био уплетен у цртање похађајући часове у локалном Институту за уметност. Ипак, Aјверкс је за нијансу био надаренији, док је Дизни био предузетљивији, и већ 1925. са братом Ројем у Калифорнији оснива Дизни студио (Disney Brothers Cartoon Studio који 1926. мења име у Walt Disney Studio) – данашњу компанију Дизни (The Walt Disney Company‍).
Њих двојica су пре одласка у Холивуд, 1920. године заједно основали фирму под именом "Iwerks-Disney Commercial Artists" у намери да зарађују на илустровању реклама, али је тај пројекат након неколико месеци пропао. Обоје су били заинтересовани за анимацију, јер је њен развој у то време указивао на то да ће од цртања покретних слика моћи и да се живи.
У Холивуд Дизни је стигао пре њега, али цртане филмове почели су да раде ускоро потом заједно. Све је почело 1923. године са кратким филмовима "Алиса" (Alice Comedies, Alice in Cartoonland), које су биле интересантна иновација комбинованог филма и анимације, у којима је играла девојчица (жива глумица). Према концепту, она улази у филмски студио где се суочава са цртаним карактерима који оживе и трчкарају унаоколо. Цртежи Дизнија и Aјверкса су у старту личили на креације Пата Саливана (Pat Sullivan) и били инспирисани његовим мачком Феликс (Felix the Cat).
Након (релативног) успеха ових прича Дизни му је наложио да измисли нешто ново. Прва верзија зеке Освалда потпуно је Aјверксова продукција анимације. Године 1927. склопљен је уговор са Унивезал студиом и нови лик је почео његову путешествију целулоидном траком.
Међутим, већ у пролеће 1928. Дизни је комплетно изгубио контролу над догађањима око овог лика, и више није желео сарађивати са Универзал студиом. Aјверкс је остао да ради при студију, али му Дизни није давао мира, опет му налажући да смишља нове ликове. Aјверкс је пуном паром покушавао, цртао жабе, псе, мачке, коње, штагод му је пало на памет, али Дизни је био врло пробирљив.

### Настанак Микија Мауса
Мики није настао одједном. Aјверкс је наишао на неке старије цртеже из 1925. које је урадио цртач Хју Харман (Hugh Harman), а на којима је преко Дизнијевог портрета било неколико карикираних мишева. У исто време је Дизни био на повратку са неког неуспелог пословног пута и исто црткао неке карикиране мишеве, који су имали предзнаке будућег Микија. Показао их је Aјверксу и затражио да их "разради". Значи, у ствари Aјверкс је изашао са јасније дефинисаном верзијом Микија. Али и тај "Мики" је још био далеко од "редовног", каквог је свет касније упознао.
Прве цртане са новим анимираним карактером, који се полако обликовао у оног Микија каквог га знамо, комплетно је цртао и снимио Ајверкс. То је укључивало и "Пароброд Вили" званично први филм са Микијем и његовом девојком Мини Маус, мада су се они већ месецима раније појавили у немом делу Луди авион (Plane Crazy). Наиме, 1928. године Пароброд Вили већ је био трећи цртани који су Aјверкс и Дизни створили (поред 'Лудог Авиона' ту је био и Гаучо у галопу, The Gallopin' Gaucho), али Дизни није хтео да циркулише претходне који нису имали звука. Тако је ушао у јавну свест овај, као први филм у коме се појављује Мики.
Тај почетни успех терао је на продукцију нових и нових цртаних, те је Aјверкс био преоптерећен. Иако је свакодневно цртао, више није могао да испрати Дизнијеве захтеве. Такође се осећао искоришћеним, као неко ко ради много а све заслуге иду на рачун других – Дизнија и његове компаније. И како то бива у оваквим случајевима, убрзо је дошло до разилажења. Пријатељство Ајверкса и Дизнија пољуљао је уговор са Дизнијевим конкурентом Петом Пауерсом (Pat Powers), који је Ајверксу понудио могућност рада у сопственом студију.

### Разилажење са Дизнијем
Студио Ајверкс је отворен 1930. године, али упркос добрим уговорима (на пример са МГМ компанијом да дистрибуише Ајверксова дела) и новим карактерима, као што је била жаба Флип (Flip the Frog) – касније жаба Вили (Willie Whopper) – студио није добро пролазио финансијски. Није могао да држи темпо са Дизнијем, који је додуше једно време осетио одлазак Ајверксовог талента, али је то надокнадио новим младим цртачима. Ни њујоршка сцена, која га је иначе хвалила док је радио са Дизнијем, није била лака конкуренција – Студио Флајшер (Fleischer Studios) је правио одличне цртане Бимбо и Бети Буп (Betty Boop).
Да ли је Ајверкс зажалио што није остао са Дизнијем – не знамо. Али знамо да се није предао и уместо да окрене леђа анимацији, он је показао свету да је у њему више од само стварања једног славног миша – Микија.
Ајверксова генијалност била је инспирација и другим аниматорима. Познати Чак Џоунс је на почетку своје каријере радио за њега, и запамтио га по изузетној брзини цратања и развијеном смислу за хумор, "био је потпуно уврнут, тамо и уназад". У прилог примедбе о брзини цртања иде чињеница да је цртани Луди авион потпуно сам анимирао за рекордних 20 дана, цртајући и до 700 цртежа дневно (просечни аниматори једва успевају да створе 100 цртежа недељно).
Ајверкс ни 1930-их није престајао да ствара нове цртане – направио их је преко 70 – али они нису били комерцијални успех. На пример његови "Комиколор" филмови (ComiColor Cartoon) са обрадом класичних бајки нису били популарни, и нису били масовно дистрибуисани све до 1940-их. Иако је их врло добро цртао, овим филмовима је недостајао добар сценарио и продукција какву је радио Дизни.
Након рада у свом студију, који му није донео очекиван успех, 1936. га затвара и прелази у компаније Варнер Брос (Warner Bros), Колумбија (Columbia) и друге. Прва је славна Leon Schlesinger Productions, продукцијска кућа свима познате Шашаве дружине (Looney Toons) која је произвела и Душка Дугоушка, за коју је Ајверкс од 1937. радио филмове о прасићу Гици и кози Габи (Gabby Goat).

### Иноватор у анимацији
Ајверкс је у међувремену покушавао и са иновацијама као што је покретна камера (енгл. multiplane camera) и том техником направио кратак филм "Парада играчака" (The Toy Parade), но тај филм публика никада није видела, није био дистрибуисан.
Судбина је и тако хтела да се Ајверкс 1940. ипак врати Дизнију, где је почео да ради као стручњак специјалних ефеката. 1950-их је изумео "оптички принтер са више глава" (Multihead Optical Printer) који је омогућио техничко решење за неке од Дизнијевих филмова у којима живи глумци играју заједно са анимираним ликовима (на пример "Три кабаљероса", The Three Caballeros и Мери Попинс). Премијера овог рада је приказана у филму "Јужна песма" (Song of the South) 1946. године. Развио је и примену технике ксерографије, врсте фотокопирања. Радио је и за одељак Дизни компаније "WED Enterprises" (данас се зове Walt Disney Imagineering), која је 1960-их година развијала разне атракције за Дизниленд.
Али није радио само за компанију Дизни, његови специјални ефекти примењени у Хичкоковим "Птицама" (The Birds) 1963. донеле су му другог Оскара.
Ајб Ајверкс умро је у Бербанку, Лос Анђелес 7. јула 1971 године у 70. години живота. Као посмртно признање 1989. уврштен је у Дизни Легенде (Disney Legend), а 1999. о његовом делу направљен је документарни филм "Рука која је створила миша" (The Hand Behind the Mouse - The Ub Iwerks Story).

## Ајверкс и стрип
Иако првенствено аниматор, Ајверкс је радио и на првом стрипу о Микију, објављеном јанура 1930. године. То је била прича "Изгубљени на напуштеном острву" (Lost on a Desert Island) коју је дистрибуисао Кинг Фичерс (King Features). Сценариста је био Дизни, а цртеж су радили Ајверкс и Вин Смит (Win Smith). Додуше, Ајб је после неколико еписода престао да црта и предао свој део изузетном уметнику Флојду Готфредсону, а он сам је кренуо у авантуру са Ајверкс студиом. Но и тада, у свом самосталном периоду урадио је многе илустрације, корице, плакате и кратке приче, пре свега везане за ликове које је измислио (жаба Флип, и други).